# Fjerde bølge af feminisme
Fjerde bølge af feminisme er en fase af feminisme, der begyndte omkring 2013 og er kendetegnet ved at sætte et fokus på egenmagt til kvinder og brugen af internetværktøjer. Med fokus centreret omkring intersektionalitet, undersøger den fjerde bølge de sammenkoblede magtsystemer, der bidrager til stratificering af traditionelt marginaliserede grupper.